# 4752 Myron
4752 Myron è un asteroide della fascia principale. Scoperto nel 1973, presenta un'orbita caratterizzata da un semiasse maggiore pari a 3,0889783 UA e da un'eccentricità di 0,1677314, inclinata di 2,04009° rispetto all'eclittica.